# Узунарык
Узунарык (каз. Ұзынарық) — село в Толебийском районе Туркестанской области Казахстана. Входит в состав Когалинского сельского округа. Код КАТО — 515857400.

## Население
В 1999 году население села составляло 1171 человек (599 мужчин и 572 женщины). По данным переписи 2009 года, в селе проживало 1112 человек (589 мужчин и 523 женщины).